# Poter
Poter is een bestuurslaag in het regentschap Bangkalan van de provincie Oost-Java, Indonesië. Poter telt 2365 inwoners (volkstelling 2010).